# Christian Galenda
Christian Galenda (* 18. Januar 1982 in Dolo bei Venedig) ist ein italienischer Schwimmer.
Seine Speziallagern sind Freistil und Lagen. Galenda wohnt in Vigonovo bei Venedig.

## Erfolge
- Teilnahme an den Olympischen Spielen 2004 über 4 × 200 Meter Freistil
- Vierter der Kurzbahnweltmeisterschaften 2006 über 100 Meter Lagen
- Vierter mit der 4 × 100-m-Freistilstaffel bei den Olympischen Sommerspielen 2008 in Peking.